# Star Wars Jedi Knight II: Jedi Outcast
A Jedi Knight II: Jedi Outcast egy a LucasArts kiadó által 2002-ben megjelentetett, a Raven Software által fejlesztett, Quake 3 engine-re épülő FPS/TPS videójáték, mely a Star Wars világában játszódik. A 2002. március 28-án kiadott játék Windows, Xbox, Nintendo GameCube és Mac OS X platformon is megjelent. A játék PC-n kiadott változata egy CD-n jelent meg, és igen jó fogadtatásra talált. A játékhoz multiplayer rész is készült. A hosszú játszhatóságot szavatolta az is, hogy a játékhoz sok, nem hivatalos, rajongói mod készült.
2019. szeptember 4.-n bejelentették, hogy a játék portot kap Nintendo Switch-re és PlayStation 4-re, és 2019. szeptember 24-én fog megjelenni.

## Rendszerkövetelmények
Minimum rendszerkövetelmények:
- Windows (Win9x/ME/2000/XP): 350 MHz Pentium II; 64MB RAM; 620MB üres hely a merevlemezen; 16MB 3D gyorsító, DX8.0.
- Mac: 400 MHz G3/G4; Mac OS 9.1 vagy régebbi; 128MB RAM; 665MB üres hely a merevlemezen; ATI/nVidia videókártya.

## Történelme
A játék már 1996-ban megjelent (és nagy sikert aratott). A Star Wars: Dark Forces-ban az azóta híressé vált Kyle Katarn a főszereplő. Azóta megjelent még a Star Wars Jedi Knight: Dark Forces II (1997), Mysteries of the Sith (ennek kiegészítője) s csak utána következett a Jedi Knight 2. Ennek az utóbbi résznek fejlesztését azonban sokáig halogatták (2002), közben a LucasArts egy ObiWan nevezetű játékot is fejlesztett, de mint kiderült, az csak konzolra jelent meg. A rajongók sokáig semmit nem tudtak a következő rész érkezését illetően. A LucasArts végül, pénzügyi nehézségek miatt, külsősökkel végeztette el a játék készítését (Raven Software), igen rövid, egyéves fejlesztési idő alatt.
A sorozat harmadik része lett a Jedi Acedemy, melyről egy leírás itt olvasható.

## A játék történetének körvonalai
|  | Alább a cselekmény részletei következnek! |

A játék az Új Köztársaság idejében játszódik, abban az időben, mikor Luke Skywalker egy Jedi Akadémiát működtet, és Kyle Katarn, megcsömörlötten az Erő Sötét Oldalától, fénykardját letéve egyszerű zsoldosként áll az Új Köztársaság szolgálatában.
Jelenlegi feladata egy elhagyatott Birodalmi bázis felfedezése, ám hamarosan kiderül hogy az a bázis nem is olyan elhagyatott… Kiderül az is, hogy a Birodalmiak különleges kristályokkal kísérleteznek, melyek segítségével az egyszerű katonákat is felruházhatnák az Erő fegyverével, és lassan kibontakozik egy hatalmas összeesküvés képe, melynek vezetője a Sötét Jedi, Desann. Kyle tovább kutakodik, ám Desann megöli társát (és szerelmét), Jan Ors-t. Kyle ezért elhatározza: visszaszerzi fénykardját és bosszút áll Desann-on. Igen ám, csak hogy követték őt a Jedik Völgyébe, ahová az Erő visszaszerzésért ment, és most Desannak egy egész hadserege lehet… Kyle ezt mind Taviontól tudta meg, Desann tanítványától, akit párbajuk után vallatóra fogott, és Tavion elárulta azt is: Jan nem halt meg… Kyle természetesen kiszabadítja szerelmét, és közben folytatja leszámolását a Birodalmiakkal: végül elérkezik arra a hajóra is, mellyel Desann és szövetségese, Fyyar admirális egy hadsereget szállít a Jedi Akadémia lerohanására…
Már megindult a hatalmas sereg, mikor Kyle megöli Fyyart, kiiktatja a hajó pajzsgenerátorait, lehetővé téve a hajó felrobbantását. Katarnnak éppen csak sikerül kiiszkolnia a robbanó hajóról, és leszállni az Akadémia megsegítésére. A bolygón újra különválnak Jannel: ő felkutatja Desannt, Jan pedig segít a pilótáknak védekezni a támadás ellen.
Kyle sebesen halad az Akadémia felé, még Desann harcosai sem állíthatják meg, és végül szemtől szembe kerül Desannal is. Desann, ki rájön hogy hajója megsemmisült, és harcosait is legyőzték az elkeseredetten harcoló Jedik Kyle vezetésével, hatalmas ellenfél: de végül az Igazság győzedelmeskedik.

## A játék története
|  | Alább a cselekmény részletei következnek! |

A játék körülbelül két évvel játszódik a Dark Forces II után (Az egész sorozat a Star Wars filmek után játszódik, de nem sokkal: Luke Skywalker még él (mint ahogy a film más hősei is, például a játék során Lando-val is találkozhatunk), és egy Jedi Academy nevezetű központot üzemeltet, mely (mint nevéből is kitűnik) egy Jedik képzésére szakosodott akadémia.). Mint az elődei, ez a játék is Kyle Katarn karaktere köré épül: aki ugyan Jedi volt egykoron, de majdnem átállt a sötét oldalra, és ezért letette a fénykardját, s most egyszerű zsoldosként dolgozik az Új Köztársaság oldalán, társával (és szerelmével, mint kiderül) Jan Ors-sal. Ezt a zsoldost fogjuk alakítani játékban, ki később persze újra előveszi fénykardját, hogy szembeszálljon az Új Köztársaságot fenyegető Sötét Jedivel, és összeesküvésével.
A zsoldos első útja Kejim bolygó felé vezet, ahol egy elhagyatott bázist kell feltérképezni; ám a dolog (természetesen) hamar zavarosabb lesz…
Már az űrhajón Kyle kap egy üzenetet Mon Mothma-tól (aki a megbízójuk), és információkat küld nekik egy kódolt üzentről, mely az állítólag elhagyott bázisból származik, és szó esik benne Jedik Völgyéről, és egy Sötét Jediről.
Miután leszálltak a bázison, felfedezik, hogy az tényleg nem elhagyott, sőt erősen őrzött. Miközben átvágják magukat a bázis helyőrségén, Kyle felfedezi a bázis egy lezárt részét, Jan pedig leragad egy számítógépes terminálnál és azon keresztül gyűjt információt.
Kyle a bázis lezárt részében felfedezi, hogy a Birodalmiak valamiféle kristályokkal végeznek rejtélyes kísérleteket (amit természetesen szabotál), és kilép a bázisból, hogy visszatérjen Mon Mothmához. Ám a kijárat megfigyelés alatt volt, egy Galak Fyyar nevezetű admirális által, aki jelenti a jelenségeket a Desann-nak, aki sejtelmesen csak annyit mond, hogy „lehet, hogy Kyle a megoldás az összes problémánkra”.
Kyle és Jan űrhajójukon visszatér Mon Mothmá-hoz, majd rövid konzultálás után egy újabb bolygóra indulnak, Artus Prime-ra, ahonnan a kristályok feltételezhetően származnak. Mind kiderült a kristályok hasonlóak azokhoz, melyeket a Jedik fénykardjaiban használnak. Kyle sikeresen szabotálja a bányászati tevékenységet, és épp egy börtönféleségen szökik keresztül, mikor egy aggasztó adást kap Jan-től, mely megszakad. Kyle azonnal visszatér a hajóhoz, de amint odaért, kellemetlen meglepetésben lesz része: Jan-t fogva tartja Desann, és a tanítványa Tavion. Kyle megpróbálja legyőzni Desannt, de hiába, fénykardjától, és az Erőtől megfosztva nem szállhat szembe Desann hatalmával. Desann miután legyőzi Kylet, utasítja Taviont, hogy ölje meg Jant. Hallatszik a fénykard suhanása, egy sikoly…
Kyle mérhetetlen dühében elindul a Jedik Völgyébe, hogy visszaszerezze Erőit, majd elmegy a Yavin IV. bolygóra, a Jedi Akadémiára, hogy visszaszerezze fénykardját. Itt csak egy rövid ideig marad, addig, míg végig nem megy a próbákon, melyeket Luke állított elébe, hogy Kyle visszaszerezze Jedi erőit és fénykardját, ám Luke felfedezi, hogy Kyle milyen hamar végig ment a próbákon, kideríti, hogy Kyle járt a Jedik völgyében. Kyle bevallja neki a történteket, és megadja a Völgy koordinátáit (hisz eddig egyedül ő és Jan tudta a Völgy pontos helyét). Kyle pedig elindul Nar Shaddaa felé, egy Reelo Baruk nevezetű csempészt kivallatni, aki Desannak segített valamiben (Luke információja szerint).
Nar Shaddaa-n Kyle rögtön megkezdi nyomozását, megkérdez egy csapost Reelo hollétéről, az azonban válasz helyet ráuszítja Reelo embereit. Ám nem számolt azzal hogy Kyle egy volt Jedi: végez a támadókkal, és újra előkeríti a csapost, az ekkor már megmondja merre kell elindulnia. Kyle végül keresztülverekedi magát a városon és bejut Reelo telepére, ahol Lando Calrissian-nal találkozik, akit ott tartottak fogva. természetesen kiszabadítja, és mikor arról beszél, miért is van itt: Lando információi is beleillenek a képbe: a csempészek Cortosisról Bespinre csempésztek, és olyan jól szervezettek voltak, hogy van értelme a Birodalmiakra gondolni. Kyle végül megtalálja Reelo-t, de ő mégis elmenekül, miközben Kyle droidjaival küzd. Végül Lando hajóján elindulnak Bespin felé.
Lando Cloud City alsó szintjein kiteszi Kylet, aki felfelé halad, és megöli a csempészeket akikkel találkozik. Végül találkozik egy Sötét Jedivel is, és valamiféle torzulást érez a Sötét Jediben. Hamarosan egy másik hasonló harcos támad rá, és Kyle annak legyőzése után már világosan érzi, hogy valami nincs rendben. Végül feljut Cloud City utcáira, és segít a Köztársaságiaknak felszámolni a csempészeket, Birodalmiakat és Sötét Jediket. Végül eljut az ellenség leszálló platformjához, és ott Tavionnal találkozik. Tavion megpróbálja feldühösíteni Kyle-t, és elmondja, hogy követték őt a Jedik Völgyébe, és Desann-nak már egy egész hadserege van, akiket a Jedik Völgyében felruháztak az Erő fegyverével. Ők a Reborn-ok. Végül Kyle és Tavion párbajoznak, melyben Kyle kerekedik felül: mérhetetlen dühében egy szakadék fölé emeli Taviont, az Erőt használva. Tavion ekkor kegyelemért könyörög; Kyle pedig azt válaszolja: „Olyan kegyelmet, melyet te is mutattál Jan-nak?” Tavion ekkor elárulja, hogy nem ölték meg Jan-t, mert ő volt a Kyle-on kívül a másik, aki tudta a Völgy helyét. Kyle végül megkegyelmez Tavionnak, és Kyle elindul azzal a szállítóhajóval melyet Tavion felügyelt. A szállítóhajóval bejut a Lenico aszteroida mezőbe, egy bázisra, ahol Galak Fyyar hajója, a Doomgiver dokkolt, ahol pedig Jan-t tartották fogva.
A Lenico mezőben Kyle bejut a Cairn bázisra, és hamarosan megtámadja néhány Birodalmi. A katonák likvidálása után Kyle folytatja útját, és egy rövid ideig találkozik Luke Skywalker-rel is, aki szintén Desann-t keresi. Luke elmagyarázza, hogy a Kejimi kristályok feltölthetik Fyyar katonáit a Jedik Völgyének Erejével. Mikor Kyle megemlíti a Cortosist, Luke megijed: a Cortosis egy olyan ásvány, mely ellenáll a fénykardnak, tehát Fyyar ilyen páncélokat készíthet a katonái számára. Ekkor több Reborn bukkan fel, de Luke és Kyle együttesen legyőzik őket. Ezután Kyle és Luke külön utakon folytatják küldetésüket. Kyle végül a bázis reaktorai között folytatja útját, éppen hogy csak sikerül megúsznia egy darabban, és végül elérni a Doomgiver-t: ám ekkor egy másik Sötét Jedi-vel kellett szembeszállnia: egy Shadow Trooper-rel, aki Cortosis páncélt visel, és majdnem teljesen láthatatlanná tud válni vele. Kyle-nak azonban sikerül legyőzni őt is. Kyle beszállt a hajóba, és ekkor meglátja Desann-t és Luke-ot párbajozni. A párbajt Desann nyeri meg, bár Luke-ot nem sikerül megölnie. Desann is beszáll a hajóba, ami szinte rögtön el is indul valahova – Kyle-lal a fedélzeten.
Luke-nak sikerül a hiperűrben utazó hajón lévő Kyle-t elérnie, és felszólítani, hogy értesítse a Rouge Squadron-t, a hajó saját kommunikációs rendszerét használva. Kyle-nek sikerül is eljutnia a kommunikációs teremhez, és sikerül kapcsolatot teremtenie Rouge hadosztállyal. Megígéri nekik, hogy kiiktatja a pajzsgenerátort, bár szeme előtt főleg Jan kiszabadítása lebeg. Rengeteg Reborn és Shadowtrooper legyőzés után végre kiszabadítja Jan-t. Míg Jan elindul, hogy egy menekülő kapszulát előkészítsen, addig Kyle a pajzsgenerátor felé veszi az irányt. Ott viszont Galak Fyyar-ral találkozik, aki egy Cortosis csata-páncélt visel. Galak beszámol arról, hogy ők a Galaktikus Birodalom visszaállításán dolgoztak, aminek ő lenne az új császára. Kyle azonban megsemmisíti a pajzsgenerátort a monológus közepén, és nagy nehézségek árán megöli Fyyart. A felrobbanni készülő hajóban megszűnik a gravitáció; Kyle-nek így kell eljutnia menekülő kapszuláig, melyet Jan már előkészített. Végül éppen sikerül eltávozniuk a hajóról, és leszállniuk a közeli bolygón, a Doomgivert felrobbantotta a Rogue Squadron: ám nem elég hamar; a Yavin VI. felett lebegő hajóból már számos csapat távozott a Jedi Akadémia elfoglalására…
A Yavin VI. bolygón Jan és Kyle egy csókkal elbúcsúznak egymástól: Jan a hangárok felé veszi az irányt, hogy a levegőből segíthessen védekezni, Kyle pedig elindul a Jed Akadémia irányába, hogy végezzen Desann-nal. Az bolygón hemzsegnek az ellenséges erők: shadowtrooperek, swamptrooperek, s Kyle miközben a Jedi Akadémia felé halad, segít felszámolni a támadó erőket. Végül eljut az Akadémiába, azonban az már támadás alatt van. Az ott lévő Jedi-növendékekkel együtt sikeresen felszámolják az ellenséget, de Kyle segítői mind elesnek akkorra, mikor Kyle szembetalálkozik Desann-nal. Desann még nem értesült a Doomgiver felrobbanásáról, sem arról, hogy támadó erőit felszámolták: Desann meglátva Kyle erejét, megpróbálja átcsábítani a Sötét Oldalra, de Kyle nem inog meg; s miután ő is kísérletet tesz arra, hogy Desann-t jobb belátásra bírja, beleveti magát a párbajba. Desann hatalmas ellenfél, de végül mégis Kyle győzedelmeskedik.
Kifelé menet Kyle látja a lefegyverzett Birodalmiakat, és aztán legnagyobb örömére Jan-t is épségben látja viszont. A páros irányukat Luke tartózkodási helye felé veszi, aki éppen meditál. Megköszöni a segítséget (az Univerzum újbóli megmentése miatt) és úgy gondolja, hogy Kyle ismét vissza akarja adni fénykardját. S bár Kyle egyelőre nem akar a Jedik rendjébe tartozni, fénykardját megtartja (Jan nyert öt kreditet, mert fogadott Lando-val erről), és Jan-nel egy megérdemelt vakáció felé veszik utukat…
|  | Itt a vége a cselekmény részletezésének! |

## A játék belső felépítése

### Életerő rendszer
A Jedi Knight 2-ben, mint ahogy számos más játékban is, a játékos 100 életponttal rendelkezik, mely ha elfogy, akkor a karakter meghal, és értelemszerűen a játéknak vége. A játékos ezenkívül rendelkezik még egy energia-pajzs félével, mely szintén védi őt az energia-lövedékektől; akkor azonban nincs sok haszna, ha a játékos valamilyen magaslatról esik le: az esések és egyes fizikai sérülések ellen nem véd a pajzs. Általában a fegyverek nem sebeznek annyit, hogy egy lövéssel megöljék játékost: kivételt képez ez alól a fénykard, a Thermal Detonator, illetve a Merr-Sonn PLX-2M rakétavető, ezen fegyverekkel leadott jól irányzott lövés vagy vágás halálos lehet, főleg ha a karakter fejét éri.

### Mentési rendszer
A játékban alkalmazott mentési rendszer a sok helyen alkalmazott és már bevált mentési rendszer: a játékos bármikor menthet, check point-kor automatikus mentés van, illetve a játékos egy beállítható gyorsbillentyű lenyomásával gyorsmenthet (Quick Save), illetve gyorstölthet (Quick Load).

### Multiplayer rész
Mivel a Jedi Knight 2 (a 2002-ben nagyon jónak számító) Quake 3 motorra épült, így Multiplayer rész is került a játékba, a Single Player, tehát történet rész mellé. A Quake 3 motor adta lehetőségek miatt sok fajta Multiplayer mód került be a játékba, a szokásos módokon (FFA – Free For All: mindenki mindenki ellen; Team FFA – ugyan az, mint az előző játékmód, csak két ellenséges csapat van szemben egy pályán; CTF – Capture The Flag: az ellenséges csapat zászlóját kell megszerezni) kívül néhány egyedi is található a programban:
- Jedi Master: Egy darab kard van az egész pályán, aki felveszi, az lesz a Jedi Master, ekkor szerezhet pontokat, ahogy meghal, eldobja a kardot, más veszi fel, és így tovább…
- Holocron FFA: A Free For All egy alfaja, mindenki Force Power-ek nélkül indul, ezeket később lehet összeszedni, méghozzá a Holocronok[4] megszerzésével.
- Capture the Ysalamiri: Hasonló a CTF-hez, csak éppen zászló megszerzésével egy Ysalamiri nevű állatka elszívja tőlünk az erőt.
- Duel: Az egyik legnépszerűbb játékmód, a párbaj, ahol csak két résztvevő van, a többiek nézik őket. A győztes bent marad az arénában, az új kihívó pedig belép.

A többjátékos rész külön érdekessége, hogy a single playerben elérhetetlen Force Powereket is használhatunk, és a karakterünk kialakításánál magunk határozzuk meg a rendelkezésünkre álló Powerek (itt már van jó/sötét oldal is!) erősségét – méghozzá egy pontelosztós módszer segítségével.
A multiplayer rész tartalmaz a single playerben nem elérhető kódokat is, melyek igen hasznosak (pl.: egér érzékenységét állítjuk; eltüntetjük a játékos bizonyos testrészeit stb.).
A fénykard technikákra sem lehet panaszunk szélesebb a választék, mint a single player részben, bizonyos támadások megtanulása és tökélyre vitele azonban hosszabb időt vesz igénybe, de általában ezek a leglátványosabbak és a legerősebbek.

### Egyéb
- A játék négy nehézségi fokozatban játszható: Padawan, Jedi, Jedi Knight, Jedi Master.
- A pályák egymás után lineáris sorban következnek.
- A játékos többször társsal együtt halad egy pályán.
- A játékban lehetőség van lépegetővel menni, vagy védelemelhárító-ágyúkat használni.

## Kritikai fogadtatás
A játékot általánosan jól fogadták, mind kritikusok, mind játékosok. A PC-verzió átlagosan 85-90%-ot ért el a IGN és a Metacritic összesítései szerint.
Az IGN weboldala így értékelte a játékot: „Nem csak hogy ez az egyik legjobb Star Wars játék, amit [a játékos] valaha is játszott, de ez az egyik legjobb az akciójátékok közül.” Külön dicsérték az „átgondolt cselekményt”, a „fantasztikus” grafikát, és az „intelligens” pálya tervezést. Azonban kritizálták a puzzle-öket, és a fénykard interface-t. Szintén felrótták a lassú indulást (lassan lendül be a játék). Ezt leszámítva, a játék a tízes skálán kilences pontszámot kapott, és megkapta az „Editor's Choice” (Szerkesztő Választása) különdíjat is.
Több más kritikus is egyetértett ebben az értékelésben, a puzzle-öket, és a lassú kezdés-t ők is kritizálták. Annak ellenére, hogy a Game Over Online 93%-os értékelést adott a játéknak, úgy jellemezte azt, hogy: „Egy élenjáró, intenzív FPS élménynek, mely odaszögezett a székhez, és olyan puzzle részeknek az egymás mellé helyezése, melyeket a készítők azért csináltak, hogy megöljem magam.” A GameSpot szintén elismerte a lassú kezdést és a túl sok puzzle-t, de azt is hozzáfűzték, hogy: „a játék jó oldalai – különösen a harci szituációk – elfeledtetik azokat a problémákat, melyeket a Jedi Knight 2 tartalmazhat.”
A néhány negatív felhangú kritika között a G4 egy „zavar az Erőben”-nek nevezte a játékot. Bár a történetet „elég jó”-nak nevezte, a grafikát „fantasztikus”-nak, az audio effekteket „épp jó”-nak, de panaszkodott a pályatervezés-re, és logikátlan, frusztráló helyzeteket írt le. A multiplayer részt „nem túl meggyőző”-nek nevezte, és végül öt csillagból kettőt adott a játékra.
Az Xbox és GameCube verziók is általánosan jó kritikának örvendhettek (az Xbox verziót „igazán fantasztikusnak” nevezték, a GameCube verziót pedig „megéri vele játszani” jelzővel látták el), de átlagolva nem szereztek olyan jó pontszámokat, mint a PC-s és Macintosh-os verzió. Többen kritizálták a konvertálást a PC és az Xbox platformok között, például a vezérlés és grafika portolását. Az Xbox verziót a Xbox Live támogatás hiánya miatt is kritizálták.

## Fegyverek

### Fegyverek
A Jedi Knight 2-t többek között hangulata miatt dicsérték: ebben nagy szerepet játszott a fénykard, és a Jedi Erők használatának lehetősége és így annak hangulata, hogy a játékos egy Jedi bőrébe bújhatott. A játék első pályáin azonban még nem rendelkezünk az Erővel, és fénykardunk sincs, hiszen Kyle az egyszerű zsoldos életét választotta. A játékban a következő fegyverekkel találkozhatunk:
- Bryar Blaster Pistol: Kyle Katarn választott lézerpisztolya egy gyakori kézi lézerpisztoly, lassú tüzeléssel, de hihetetlen pontossággal. Elsődleges lövése lassú, pontos lövést ad; míg a másodlagos lövés típussal fel lehet tölteni a fegyvert, és az így leadott lövés sokkal halálosabb.
- E-11 Blaster Rifle: Ez a lézerpuska az elsődleges fegyvere a Birodalmi erőknek. A fegyver erős és halálos, viszonylag kis, kompakt mérete ellenére is. Ez a kompakt méret teszi ilyen praktikussá: könnyen lehet hordozni, vagy esetleg elrejteni. Elsődleges lövési típusa viszonylag lassú, viszonylag pontos, és hatalmas károkat okozhat. Másodlagos módban nagyon gyorsan, sorozatban lő: ez ugyan a pontosság kárára megy, de nem a erősségére.
- Stun Baton: Ez a kézi fegyver foglyok megfékezésére lett tervezve: egy olyan bot, mely vége egy elektromos ütést ad. Olyan közelharcra lett tervezve, ahol a cél nem a célpont megölése. Egyetlen módban képes működni: kisebb elektromos ütést mér a célpontra.
- Tenloss DXR-6 Disruptor Rifle: Ez a mesterlövész-puska féle lézerpuska az anyag molekuláris szintjén hat: képes arra, hogy akár az élő anyagokat is atomjaia bontsa. A DXR-6 embertelen mivolta miatt számos helyen tiltott fegyver, inkább csak a törvénytől független bérgyilkosok, és Remnant erők fegyvere. Elsődleges módban egyszeri lövést ad le, a lövéseket egymás után lassan tudja csak leadni, pontos, és igen gyors a lövedék útja. A másodlagos mód a távcsöves mód: egyedülálló lövés, mely teljes energiára töltve molekuláira bontja a célpontot, vagy igen sok energiát emészt fel.
- Destructive Electro-Mahnetic Pulse 2 Gun: Ezt a fegyvert, melyet gyakran csak DEMP 2-nek hívnak, elsődlegesen robotok, és elektronikus eszközök ellen használják: hisz ez a fegyver egy nagy energiájú ionizált löketet lő ki. A DEMP 2, ellentétben a fegyver korábbi változataival, képes élő teremtmények megsebesítésére is. Elsődleges módban egyedüli lövést ad le, mely megsebesíti az embereket és droidokat egyaránt. Másodlagos módban feltöltött energia löketet lő ki: mely mint egy terjedő elektromos energiahéj károsítja a célpontokat.
- Wookiee Bowcaster: Az archaikusan kinéző, számszeríjra hasonlító fegyver erőteljes lövedékeket lő ki, fém belsejű energia darabokat. A fegyver képes hatalmas károk okozására, de a Bowcaster elsütéséhez nagy fizikai erő is szükséges. A legtöbb ilyen fegyvert a Wookiee világokon adják el, ahol igény van egy ilyen fegyverre, mellyel egy gyengébb célpontot könnyedén lehet hatástalanítani. A Wookiee Bowcaster elsődleges módban egy lövést ad le, mely hatalmas sebzést okoz. A fegyver alkalmas több lövedék kilövésére egyszerre, és másodlagos módban olyan lövedéket lehet kilőni vele, mely a kemény felületekről lepattan.
- Golan Arms FC1 Flechette Weapon: A Flechette Weapon szélesen elterjedt a Corporate Sector Authority rendőrségi egységeinek körében. A fegyver több célpont közelről való eltalálására lett kifejlesztve: fém szilánkokat lő ki. A fegyver igen veszélyes, nagy sebzése miatt, illetve azért, mert a visszapattanó szilánkok akár baráti célpontokat is eltalálhatnak. A fegyver elsődleges módban szétrepülő fémszilánkokat lő ki, másodlagos módban pedig két pattogó aknát, melyek kis idő múltán felrobbannak.
- Imperial Heavy Repeater: Ez a pusztító fegyver izzó fémdarabkákat lő ki, mellyel hatalmas pusztítást lehet véghez vinni: a Birodalmi erők ezt a halálosan hatékony fegyvert területek nehéz tűz alá fogásra használják: igen hatékony nagy tömegek ellen, és akkor, ha nagy területet kell nehéz tűz alatt tartani. Elsődleges módban gyors géptüzet, míg másodlagos módban egy plazmalövedéket bocsát ki.
- Merr-Sonn PLX-2M Portable Missile System: A PLX-2M egy igazán erőteljes fegyver, egy kézből indítható rakéta-kilövő rendszer, mely Arakyd 3T3 rakétákat lő ki. A hatalmas robbanási erő veszélyessé teszi a fegyvert közeli lövések esetén, de nagyon hatékony fegyver, ha a célpont-követő rendszer be van kapcsolva. Elsődleges módban egy rakétát lő ki, mely nem irányított. Másodlagos módban egy olyan rakétát lő ki, mely „okosan” követi a célpontot.
- Thermal Detonator: Ez a hő detonátor igen nagy stratégiai értékkel bír: a maga körüli körben képes minden anyagokat elpusztítani: hatalmas hőenergiát szabadít fel. Elsődleges módban eldobás után kis idővel robban fel, míg a másodlagos módban rögtön felrobban becsapódáskor.
- Trip Mines: A Trip Mine robbanó aknában egy kis lézersugár kivetítő található, melynek ha sugarát megtörik, az akna felrobban. A lézer akkor aktiválódik, ha az aknát a helyére helyezik, és a legközelebbi felületig terjed. Ha a sugár megtörik, az akna felrobban, és hatótávolságában számottevő kárt okoz. Elsődleges módban akkor robban, ha a lézersugár megtörik, míg másodlagos módban akkor robban, ha az eszköz ellenséget észlel a hatótávolságán belül.
- Detonation Pack: Ezek a gránátok igen hasznosak lehetnek: egy kis robbanó eszköz, melyet távolról lehet felrobbantani egy detonátorral. Az eszközt szinte bárhova (falakra, ajtókra) fel lehet szerelni. Az elsődleges mód a gránát(ok) elhelyezésére szolgál, míg a másodlagos mód(hoz tartozó gomb) aktiválja a detonációt.
- Fénykard: Egy elegáns fegyver egy civilizáltabb korhoz… A fénykard, a Jedi Lovagok fegyvere, egy energia penge, mely szintúgy használható hatékony támadó fegyverként, mint ahogy védekező eszközként is. Elsődleges módban többféle vágás és szúrás, illetve ezeknek kombinációi végezhetőek vele, míg másodlagos módban a Jedik eldobhatják, és az Erővel irányíthatják mozgását. A fényszablyával védhetőek az energia lövedékek, és háríthatóak egy másik fénykard csapásai is.

### Felszerelések
Kyle Katarn-nak több hasznos felszerelési tárgya van, ezek mind igen praktikusak tudnak lenni. Játék közben érdemes használni ezeket az eszközöket (van ahol nélkülük szinte nem is lehetne megoldani a pályát), hisz mindegyik nagyon-nagy segítség lehet, megfelelő taktika mellett.
- Portable Assault Sentry: Ez a fegyver egy hordozható, automatikus automata fegyver. Hordozható mérete ellenére is egy halálos fegyver, miután aktiválták automatikusan célbaveszi az ellenséget, és sortüzet nyit rá. Az eszköz egy energiaforrásról működik, és miután azt lemerítette, már nem lehet újratölteni.
- Seeker Drone: Ez a kis drone hasonló azokhoz a kis robotokhoz, melyeket a Jedik használnak képzésük során: a Seeker használója körül kering, és rögtön tüzet nyit arra a célpontra, mely tüzet nyitott használójára. Addig működik, míg le nem merül, akkor megsemmisíti önmagát.
- BioTech Bacta Canister: A Bacta Canisterek hordozható, egyszer használható orvosi eszközök. A Canister csataterekre lett tervezve: meggyógyítja a sérüléseket, és visszaállítja a vitalitást. Semmilyen orvosi felszerelés nem létezhet BioTech Bacta Canister nélkül.
- Light Amplification Goggles: Másik nevén infra-goggles: ez a hasznos eszköz egyensúlyt teremt a fényszintek között, melynek segítségével használója jól láthat akár a sötétben is. Használata során minden egy sárgás színben jelenik meg, és kissé fényesen. Használata során fogyasztja az energiacellákat: ha azok lemerültek, már semmit nem fog mutatni. Az eszközt harc közben is lehet használni, de vigyázni kell, nehogy pont akkor merüljön le!
- Neuor-Saav Model TD2.3 Electrobinoculars: Normál fényviszonyok között használható elektronikus távcső: a tájat nagyítva lehet szemlélni vele, a kívánt nagyítási szinten. A fejre feltehető távcső csak minimális szinten fogyaszt energiát, normális energiacellával is beéri.

### Erők
Miután Kyle Katarn a Jedik Völgyében tett látogatása után elment a Jedi Akadémiába, hogy visszaszerezze fénykardját, és Erőit, úgy harcolhatott mint egy igazi Jedi Lovag, bár hivatalosan nem volt tagja a Rendnek. Az Erőket a karakter három szinten gyakorolhatja: mikor megszerzi az adott Erőt, akkor egyes szinten tudja alkalmazni azt, de később, teljesen automatikusan szintet fog lépni a képesség, aminek következtében jobban használható lesz. Az Erőket a játékos automatikusan kapja meg, és azok automatikusan lépnek szintet, tehát nem úgy, mint például a Jedi Academy-ben, a sorozat következő játékában.
- Lightsaber Defense, Lightsaber Offense: Bár nem tartoznak teljes mértékben a Jedi Erőkhöz, de az Erő birtokában lehet igazán használni a fénykardot, mind támadásra (Lightsaber Offense), mind védekezésre (Lightsaber Defense). Mint ahogy a Jedi Erők használatakor is három fokozatban használhatjuk azokat (tehát ahogy fejlődünk, egyre jobban tudjuk kihasználni az Erőinket), úgy a Védekezés és Támadás is ezeken a szinteken egyre hatékonyabb lesz. 
 A Lightsaber Defense-nek és Offense-nak tehát ugyananúgy három fajtája van, mint a többi Erőnek, ezek pedig:
  - Lightsaber Defense, egyes szint: A Jedi maga előtt csak kis területet tud védeni: mind lövedékek, mind fénykardok ellen.
  - Kettes szint: A Jedi gyorsabban véd, és már nagyobb területet tud védelmezni.
  - Hármas szint: A Jedi még gyorsabban és még nagyobb területet véd, és immár képes arra, hogy a lövedéket az ellenségre üsse vissza.
  - Lightsaber Offense, Medium style: A klasszikus fénykardos harci stílus. Közepes távolságra, közepes sebességgel, közepes erővel és sebzéssel támad. Ez a stílus a legmegfelelőbb a több ellenség elleni harcra. A Jedi, ki ebben a stílusban harcol, egyfajta semleges állást vesz fel: se nem támadó állás, se nem védekező állás: a Jedi fénykardját alacsonyan, a jobb oldalán tartja. Ezt a stílust az Erő kijelző felett egy sárga csík jelzi.
  - Fast Style: Gyors és hatékony stílus, bár kis távolságra: többféle gyors, rövid vágások jellemzik, melyek viszonylag kicsit sebeznek. Ez a stílus nem használ pörgéseket, és a vágásokat határozatlan ideig lehet egymás után fűzni, nem kell szünetet tartani. Ebben a stílusban a Jedi várakozó állapota inkább védekező, kész arra, hogy egy gyors vágással feleljen: a Jedi fénykardját maga előtt, enyhén oldalra hajtva tartja. A stílust egy kék csík jelzi a kijelzőn.
  - Strong style: Hatalmas, erőteljes csapásokat használ arra, hogy keresztül verekedje magát mindenfajta védelmen. Ez a stílus nagy hatótávolságú, és nagy sebzést okoz: ám gyakran hagyja a Jedit védtelenül egy kontratámadás ellen. A várakozó állapot támadó és agresszív: a Jedi magasan, hátra helyzve tartja kardját, készen egy hatalmas csapásra, és arra, hogy belevesse magát a harc sűrűjébe.
- Force Push: A Jedik képesek tárgyak mozgatására anélkül, hogy megérintenék azt, csupán akaraterejükkel, az Erő segítségével. Így egy Jedi képes akár embereket is ellökni, felborítani, vagy tárgyakat arrébb lökni; sőt egyes nehézfegyverek lövedékei is eltéríthetők segítségével.
- Force Pull: A Force Push ellentéte: míg az ellökte magától a tárgyakat, embereket, addig a Pull magához húzza azokat. Az eleső ellenségek kezéből még a fegyvert is kirántja ez az Erő.
- Force Jump: A Jedik az Erő segítségével egy normális ember ugrásánál többször nagyobbat tudnak ugrani; ha a karakter már harmadik szint van ebből az Erőből, akkor egy normális embernél nyolcszor tud nagyobbat ugrani.
- Light Saber Thrown: A Jedik képesek tárgyak mozgatására anélkül, hogy megérintenék azt, csupán akaraterejükkel, az Erő segítségével; s ennek a tulajdonságnak segítségével tudják a fénykardjukat „eldobni”, és irányítani. Míg egyes szinten csak korlátozott ideig lehet a fénykardot eldobva tartani, és nem igazán lehet irányítani, addig hármas szinten már korlátlanul lehet mozgatni a kardot, és addig lehet kint tartani, míg el nem fogy az Erőnk.
- Force Heal: Mint ahogy az Erő nevében is benne van, ennek a képességnek a használatával regenerálhatjuk életpontjainkat. Míg első szinten lassan gyógyít, és mozdulatlanul kell maradni, addig hármas szinten akár mozogni is lehet, úgy is gyógyít, ráadásul igen gyorsan.
- Force Speed: A Jedik ennek az Erőnek a használatával képesek emberfölötti gyorsaságra szert tenni: a világ lelassul mellettük, ha ezt a korlátozott ideig használható Erőt használják.
- Force Mind Trick: Ennek az igen hasznos Erőnek a használatával a Jedi megzavarhatja a célpontot, elterelheti figyelmét magáról. Az Erő nem működik olyan nagyobb akaraterejű embereken, mint például a Sötét Jedik, vagy a Sithek. Hangos zajok is kibillenthetik hatása alól az embereket. Egyes szinten csupán három másodpercig tart hatása, és csak egy emberre tudja hatását gyakorolni, kettes szinten több embert tud vele megzavarni, tíz másodpercig, hármas szinten pedig tizenöt másodpercig zavarhat több ellenséget, vagy egy célpontot saját oldalára állíthat (tizenöt másodpercig).
- Force Grip: Ennek az Erőnek a segítségével az embereket fojtogatni lehet, s míg ha alacsony szinten van ez az Erő, akkor nem lehet az embert szabadon mozgati a levegőben, és akár hozzácsapni a környezethez. A célpont a fegyverét is elejti ilyenkor.
- Force Lightning: Ennek az Erőnek a használója elektromos sugarakat tud kibocsátani kezéből, mely akár több ellenséget is komolyan megsebezhet.